# アグリッパ2世
アグリッパ2世（27年頃 - 100年頃）は、名をマルクス・ユリウス・アグリッパ（Marcus Julius Agrippa）という古代ユダヤの領主。父はアグリッパ1世。ベレニケとドゥルシラの2人の妹がいた。ローマ帝国と親密な関係を維持して、ローマ派遣の総督と共にユダヤを統治した。『使徒行伝』ではアグリッパ王と呼ばれている。

## 概説
アグリッパ2世は、ヘロデ大王の曾孫に当たるが、第1次ユダヤ戦争の際、ローマ軍と同盟してヘロデ大王が造営したエルサレム神殿を破壊したことが知られている。なぜなら、アグリッパ2世の血には、敵対するハスモン朝とヘロデ朝の血が交じり合っているからである。曽祖父は、ハスモン朝を蹂躙して乗っ取ったヘロデ大王、その妃である曾祖母は、ハスモン朝の皇女マリアムネ1世。そして祖父が、ヘロデ大王によって処刑されたヘロデ大王の王子アリストブロス4世、その妃がヘロデ大王の妹サロメの娘ベロニカ。そしてその二人の間に生まれたのが父アグリッパ1世（紀元前10年 ‐ 紀元後44年）である。
アグリッパ2世はクラウディウス帝の宮廷で育った。伯父のヘロデ2世（アグリッパ1世の兄）の死によって48年にエルサレム神殿の監督職を引き継ぐが、クラウディウス帝の引き立てでカルキスの四分封領主となる。のちにカルキスの代わりに、フィリポとリュサニアスの総督領主となる。ユダヤ戦争時には、後に皇帝になるウェスパシアヌスを、2000人の兵を貸与して支援している。その意味でユダヤ教徒ではあっても、彼は完全なローマ人であったといえよう。100年ごろ、トラヤヌス帝治下のローマで死去した。ヘロデ大王に始まる「ヘロデ王朝」に連なる最後の支配者となった。
新約聖書の『使徒行伝』25章～26章によると、アグリッパ2世は、妹のベレニケと共に総督フェストゥスをカイサリアに訪問した時、とらわれの身であったパウロの話を聞く機会を持ち、その言葉に感銘を受けたという。これは59年ごろの出来事だと考えられている。
一方でアグリッパが常にベレニケを帯同していたことは、ユダヤ人たちに近親相姦の疑いを常に抱かせることになった。さらにその妹ドゥルシラは総督フェリクスの妻であった。